# Gare de Colomiers
Gare de Colomiers vasútállomás Franciaországban, Colomiers településen.

## Vasútvonalak
Az állomást az alábbi vasútvonalak érintik:
- Saint-Agne–Auch-vasútvonal

## Kapcsolódó állomások
A vasútállomáshoz az alábbi állomások vannak a legközelebb:
- Gare de Colomiers-Lycée International
- Gare des Ramassiers